# 拉波·埃尔坎
拉波·爱德华·埃尔坎（義大利語：Lapo Eduard Elkann，1977年10月7日—），纽约出生的意大利企业家，現任義大利獨立集團主席，曾任菲亚特汽车和菲亚特集团的品牌推广经理。他是现任菲亚特总裁、EXOR集团总裁约翰·埃尔坎的弟弟。

## 生平
1977年，拉波·埃尔坎出生在美国纽约州纽约市，他的母亲玛格丽塔·阿涅利出自意大利著名的阿涅利家族，外祖父是菲亚特总裁贾尼·阿涅利。拉波的父亲阿兰·埃尔坎是一名作家，祖父让·保罗·埃尔坎是一个法国犹太人，曾任迪奥总裁，也是法裔犹太人社团的首领，祖母卡尔拉·欧瓦扎是一位意大利犹太人，出自一个都灵著名的银行家族。
17岁时，埃尔坎曾在摩托车制造厂工作。父母离婚之后，他跟着母亲和外祖父生活。
埃尔坎的前女友之一为中国籍艺人朱珠。
2021年10月，埃尔坎與前越野拉力賽賽車手喬安娜·萊莫斯結婚。